# گزانی پایین
گزانی پایین، روستایی در دهستان پلان بخش پلان شهرستان چابهار در استان سیستان و بلوچستان ایران است.

## جمعیت
بر پایه سرشماری عمومی نفوس و مسکن در سال ۱۳۹۵، جمعیت این روستا برابر با ۲۰۰ نفر (۵۸ خانوار) بوده‌است.